# 全倒

使用曲球 (保齡球)擊出全倒時，保齡球只會接觸到1、3、5 、9號瓶（依序用紅色標示）。其他的球瓶則是依靠連鎖反應及球瓶關係被擊倒。

全倒（英語：Strike）是指保齡球單一一格中，第一次投球就將所有球瓶擊倒。在計分表中，以X表示全倒。

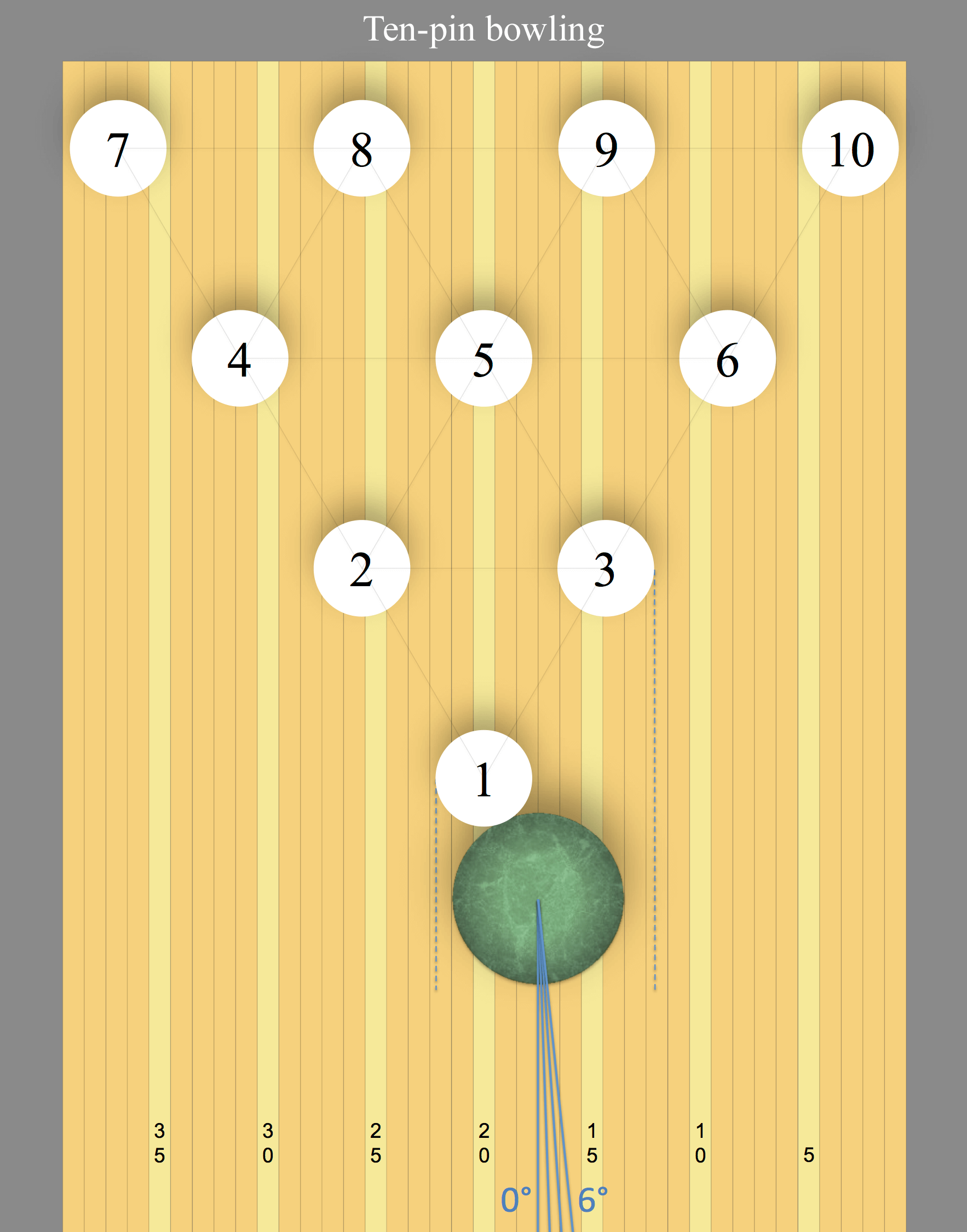
俯視圖: 右手持球者中，保齡球接觸到一號瓶時的能擊出全倒的最佳角度。 許多人相信口袋區是介於1號及3號瓶中間，但這是錯誤的觀念。 圖中標示出入射角為0°、2°、4°及6°的路徑。

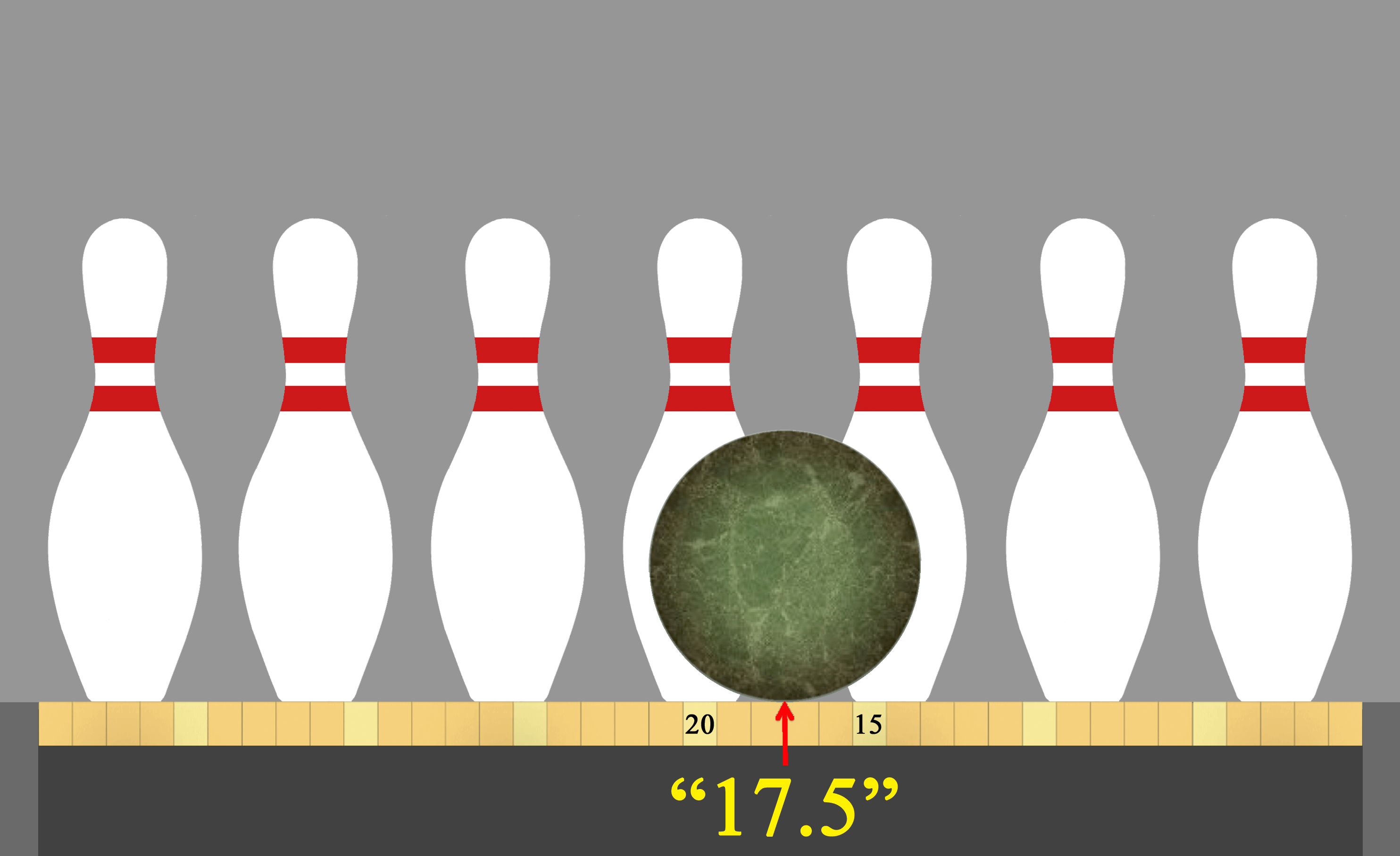
前視圖: USBC發現保齡球會在第17.5塊版處擊中1、3口袋區並使全倒的機率達到最大。其中理想的進球點比大多數人的認知中還要靠近一號瓶。

在九瓶制保齡球中，全倒稱之為ringer。

## 計分方式

十瓶制保齡球的記分表及計分方式

當一格中的第一次投球就將所有球瓶擊倒（稱之為全倒，多數時候會直接說strike。並以X符號在計分表中註記），球員可以獲得這一格的10分，並且加上後兩次投球所得到的分數作為加分。因此，該次投球的分數必須等到後兩次投球後才會明瞭。
以下是記分範例：
第一格,第一次投球: 10瓶(全倒)
第二格,第一次投球: 3瓶
第二格,第二次投球: 6瓶
總分如下: 
- 第一格:10 + (3 + 6) = 19
- 第二格:3 + 6 = 9

總分 = 19 + 9 = 28

## 連續全倒
連續兩次全倒在中文中並沒有特殊的說法，但是在西方的保齡球文化中會以double稱之，在其俚語中代表犀牛。連續三次全倒時，則是大家熟知的「火雞」。連續四次或以上的全倒出現時，中文則沒有特殊表記方式。事實上，在球館的計分螢幕上也只會持續的顯示火雞的圖案。
範例：
第一格,第一次投球: 10瓶(全倒)
第二格,第一次投球: 10瓶(全倒)
第三格,第一次投球: 4瓶
第三格,第二次投球: 2瓶
每隔的分數如下: 
- 第一格:10 + (10 + 4)= 24
- 第二格:10 + (4 + 2) = 16
- 第三格:4 + 2 = 6

總分 = 24 + 16 + 6 = 46
記分單位是局，每局共有10個計分格。每個計分格最多有兩次投球的機會。若第一次投球就打倒全部球瓶，那該次的記分格就記strike（全倒），結束該次計分格；若第一次沒有全倒，則可以再投第二次，且如果把剩下的球瓶都擊倒就記spare（補中）。
其中，第十格做多可以有3次投球機會，其目的是為了strike或spare的加分機會。若擲出strike，則可獲得2次投球的加分機會。擲出spare則可獲得1次加分機會。因此可以推得保齡球一局的滿分為300分，即連續投出12次全倒，又稱為「完全比賽」（PERFECT GAME）。

## 相關書籍
- Benner, Donald; Mours, Nicole; Ridenour, Paul; USBC, Equipment Specifications and Certifications Division.  (Slide show presentation). bowl.com. 2009. （原始内容存档 (PDF)于2010-12-07）.
- Freeman, James; Hatfield, Ron. . BowlSmart. July 15, 2018  [2020-02-13]. ISBN 978-1 73 241000 8. （原始内容存档于2020-08-17）.